# RR-405
A  RR-405 é uma rodovia brasileira do estado de Roraima. Essa estrada intercepta a .
Está localizada na região Norte do estado, atendendo ao município de Amajari, numa extensão de 30 quilômetros.